# Гней Корнелій Лентул (консул 18 року до н. е.)
Гней Корнелій Лентул (лат. Gnaeus Cornelius Lentulus, до 61 до н. е. — після 18 до н. е.) — політичний діяч початку Римської імперії, консул 18 року до н. е. Згадується в праці Діона Кассія.

## Життєпис
Походив з патриціанського роду Корнеліїв Лентулів. Син Луція Корнелія Лентула, консула-суфекта 38 року до н. е, та Скрибонії. Про матір нічого невідомо.
Замолоду разом з батьком підтримував Гая Юлія Цезаря проти Гнея Помпея Магна. Надалі став прихильником Октавіана Августа. Завдяки чому та після одруження останнього з матір'ю Лентула, той зробив гарну кар'єру, втім, нічого невідомо про роки проходження державних щаблів.
У 18 році до н. е. його обрано ординарним консулом разом з Публієм Корнелієм Лентулом Марцелліном. Про подальшу долю нічого невідомо.